# Steve Fraser
Steven Howard „Steve“ Fraser (* 23. März 1958 in Hazel Park, Oakland County) ist ein ehemaliger US-amerikanischer Ringer und Trainer. Er war Olympiasieger 1984 in Los Angeles.

## Werdegang
Fraser begann an der Hazel Park High School mit dem Ringen, wo er mehrere Meisterschaften gewann. Auch an der University of Michigan, die er anschließend besuchte, setzte er das Ringen erfolgreich fort. Er wurde zweimal NCAA Division I „all-American“-Champion. Nachdem er die Universität verlassen hatte, rang er viele Jahre für den Michigan State Club. 1979 konnte er sich für das US-amerikanische WM-Team  qualifizieren. Bei der Weltmeisterschaft in San Diego unterlag er im Halbschwergewicht, griechisch-römischer Stil, in den beiden ersten Runden gegen den Polen Czesław Kwieciński und den bundesdeutschen Pedro Pawlidis und musste ausscheiden.
Wegen des Olympiaboykotts der Vereinigten Staaten an den Olympischen Spielen 1980 in Moskau kam für Fraser dort ein Start nicht in Frage. An den Weltmeisterschaften 1982 in Kattowitz im griechisch-römischen Stil nahm er aber wieder teil, ohne sich aber einen Platz im Vorderfeld sichern zu können. Die genauen Platzierungen dieser Meisterschaft sind ab Platz sieben nicht festgehalten. 1983 wurde er in Caracas panamerikanischer Meister im Halbschwergewicht.
1984 wurde das große Jahr von  Fraser. Er wurde in Los Angeles Olympiasieger im Halbschwergewicht im griechisch-römischen Stil. Im Finale bezwang er den Rumänien Ilie Matei, nachdem er in der Vorrunde den mehrfachen schwedischen Weltmeister Frank Andersson ausgepunktet hatte. Er war der erste US-amerikanische Olympiasieger im Ringen im griechisch-römischen Stil.
Nach dem Ende seiner Laufbahn als aktiver Ringer war er bis 1993 Trainer an der University of Michigan bzw. der Eastern Michigan University. Außerdem war er über 10 Jahre lang Trainer im Michigan Wrestling Club. Für seine Verdienste um den Ringersport wurde er 1994 in die National Wrestling Hall of Fame aufgenommen. 1995 wurde er der Cheftrainer des US-amerikanischen Ringerteams und führte unter anderem den Superschwergewichtler Rulon Gardner im Jahr 2000 zum Olympiasieg im griechisch-römischen Stil, als dieser den als unbezwingbar geltenden zweifachen Olympiasieger und vielfachen Weltmeister Alexander Karelin aus Russland besiegte.

## Internationale Erfolge
(OS = Olympische Spiele, WM = Weltmeisterschaft, GR = griech.-röm. Stil, F = Freistil, Hs = Halbschwergewicht, damals bis 90 kg Körpergewicht)
- 1979, 12. Platz, WM in San Diego, GR, Hs, nach Niederlagen gegen Czesław Kwieciński, Polen und Pedro Pawlidis, BRD;
- 1982, 5. Platz, Großer Preis der BRD in Freiburg im Breisgau, GR,Hs, hinter Igor Kanygin, UdSSR, Waleri Dolgich, UdSSR, Uwe Sachs, BRD, Pedro Pawlidis, BRD und vor Georgios Pozidis, Griechenland;
- 1982, Teilnahme an der WM in Kattowitz, GR, Hs, Platzierung nicht bekannt, Sieger: Frank Andersson, Schweden, vor Atanas Komtschew, Bulgarien, Igor Kanygin, UdSSR, Ilie Matei, Rumänien, Jindrich Durcak, CSSR und Boguslaw Dabrowski, Polen;
- 1983, 1. Platz, Panamerikanische Spiele in Caracas, GR, Hs, vor Luis Figuera, Venezuela und José Poll, Kuba;
- 1984, Goldmedaille, OS in Los Angeles, GR, Hs, mit Siegen über Kopas, Jugoslawien, Georgios Pozidis, Griechenland, Frank Andersson und Ilie Matei;
- 1984, 4. Platz, World-Cup in Seinäjoki/Finnland, GR, Hs, hinter Igor Kanygin, Toni Hannula, Finnland, Atanas Komtschew u. vor Salah, Ägypten
- 1985, 2. Platz, World-Super-Championship (inoffiziell) in Tokio, GR, Hs, hinter Igor Kanygin und vor Toru Higashide, Japan

## USA-Meisterschaften
Steve Fraser wurde 1981 und 1983 USA-Meister im griech-röm. Stil und 1984 im freien Stil, jeweils im Halbschwergewicht.